# Theirs Is the Glory

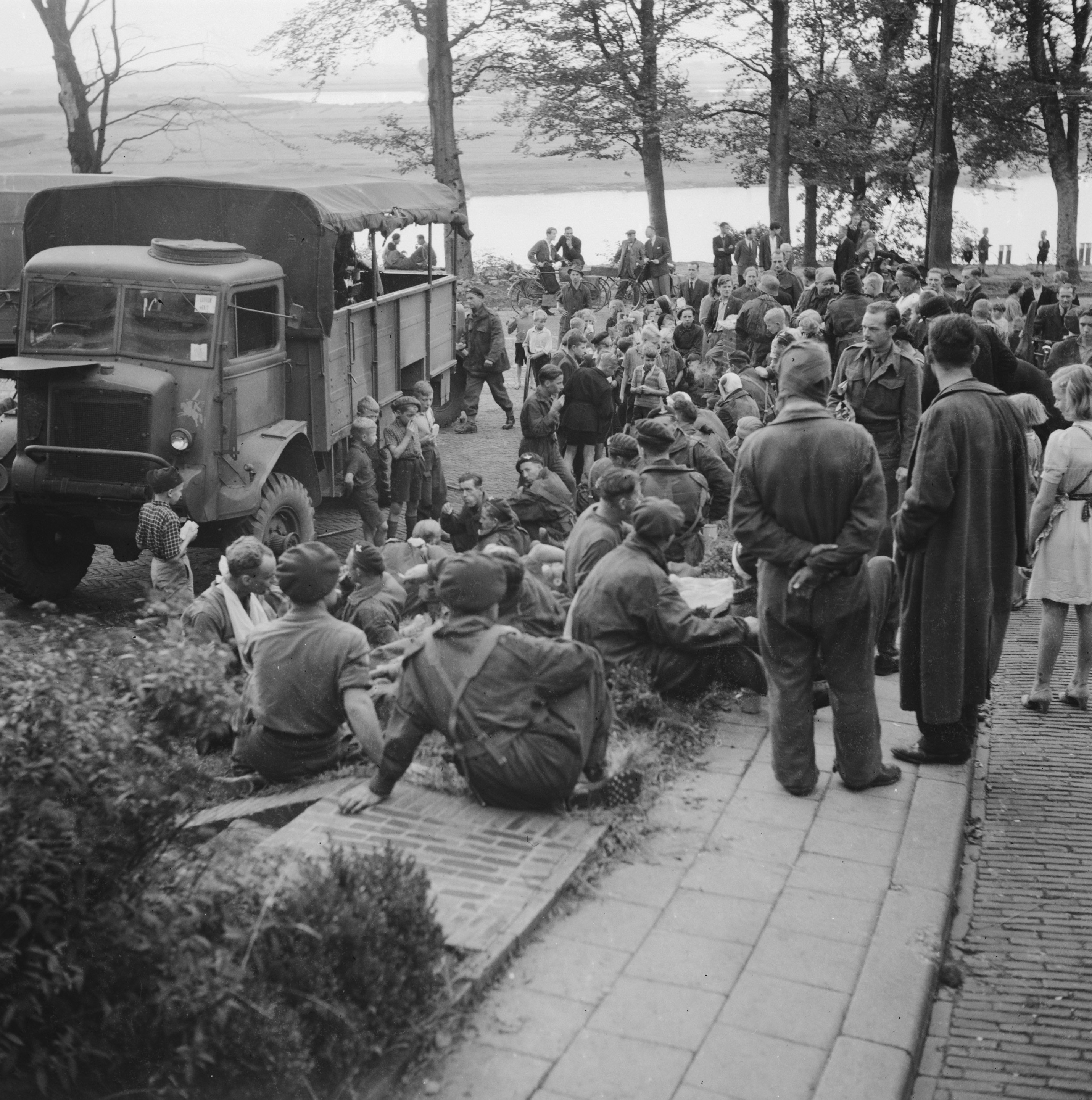
Brytyjscy żołnierze (uczestnicy bitwy o Arnhem), na planie filmu jako aktorzy

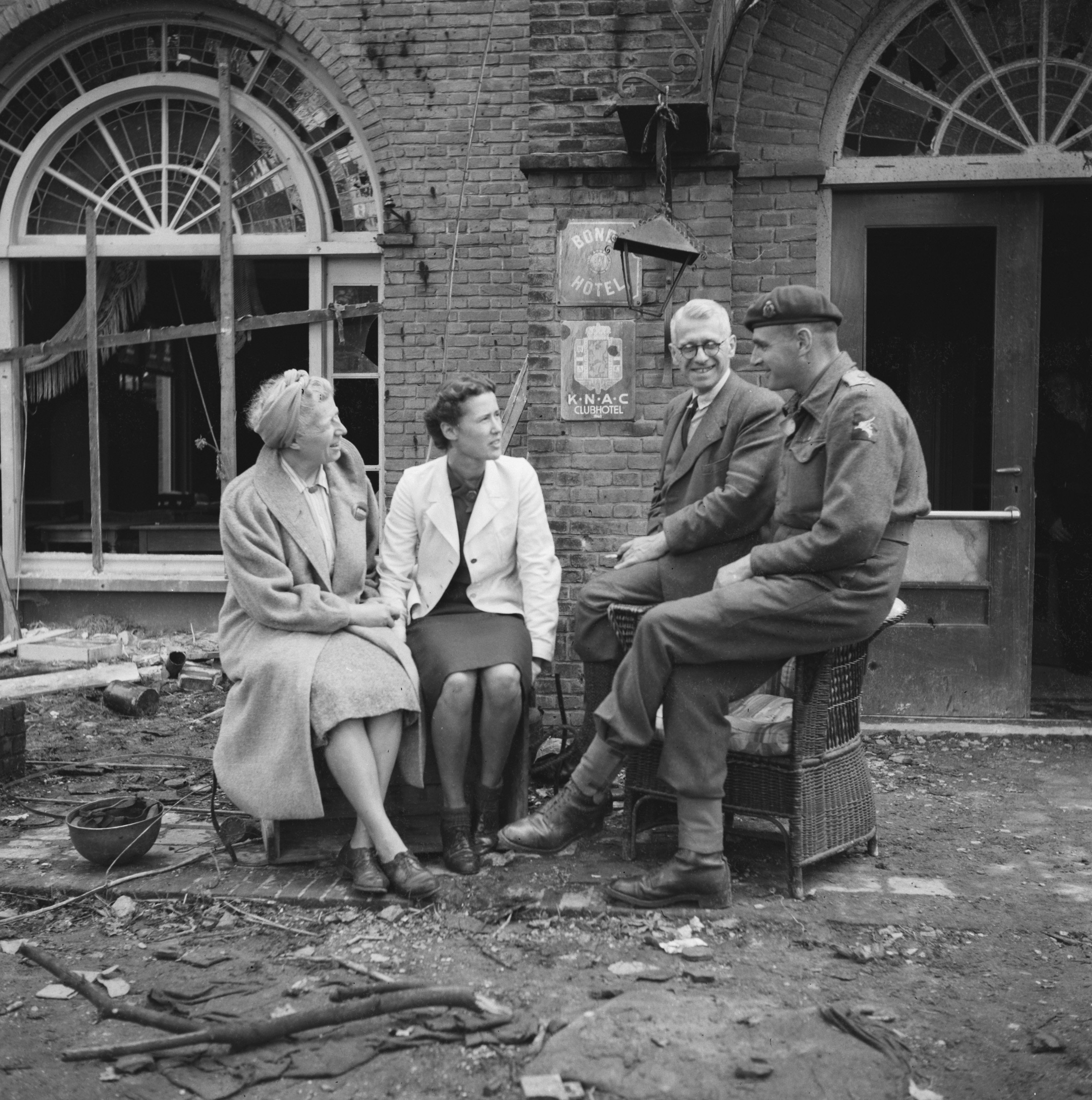
Kate ter Horst (druga od lewej) przed zniszczonym hotelem „De Tafelberg” w Arnhem podczas kręcenia filmu

Theirs Is the Glory (także Men of Arnhem) – brytyjski film wojenny z 1946 roku opowiadający o udziale brytyjskiej 1 Dywizji Powietrznodesantowej w bitwie o Arnhem (od 17 do 25 września 1944 roku) podczas operacji Market Garden w czasie II wojny światowej. Był to pierwszy film o tej bitwie i najbardziej dochodowy brytyjski film wojenny od prawie dekady. Późniejszy film O jeden most za daleko (1977), przedstawia operację jako całość i obejmuje brytyjskie, polskie i amerykańskie siły powietrznodesantowe, podczas gdy Theirs Is the Glory koncentruje się wyłącznie na siłach brytyjskich i ich walce pod Oosterbeek i Arnhem.
Reżyserem filmu był Brian Desmond Hurst, który sam był weteranem I wojny światowej, uczestnicząc w bitwie o Gallipoli (1915–1916), gdzie służył w Royal Irish Rifles. Producentem filmu był Leonard Castleton Knight, szef Gaumont British News. Scenariusz został napisany głównie przez Louisa Goldinga, ale dopracował go protegowany Hursta Terence Young (który później wyreżyserował pierwsze filmy o przygodach Jamesa Bonda). Young służył w Irish Guards w Guards Armoured Division z XXX Korpusu, próbując odciążyć Arnhem podczas bitwy, stąd autentyczność ostatecznej fabuły. Weterani, którzy wystąpili w filmie, również aktywnie współpracowali przy scenariuszu.

## Produkcja
W filmie wykorzystano oryginalne miejsca bitwy, a udział w nim wzięli weterani, którzy faktycznie brali w niej udział. Film został wyprodukowany wspólnie przez J. Arthur Rank Organisation i Army Film and Photographic Unit (AFPU). Łącząc oryginalne ujęcia z bitwy z rekonstrukcjami nakręconymi w Oosterbeek i Arnhem, film został nakręcony rok po tym, jak bitwa spustoszyła te holenderskie miasta. Oprócz weteranów w filmie występują również miejscowi, tacy jak ojciec Dyker (holenderski ksiądz, który odprawia nabożeństwo w filmie) i Kate ter Horst (która czyta psalm rannym żołnierzom w piwnicy), odtwarzający swoje role i to, co zrobili dla wojsk powietrznodesantowych podczas bitwy.
W filmie pojawiło się ponad 200 weteranów którzy jako aktorzy, zagrali głównie samych siebie, w tym podpułkownik John D. Frost, majorowie C.F.H. „Freddie” Gough i Richard „Dickie” Lonsdale, porucznik Hugh Ashmore, sierżanci Jack Bateman i John Daley, kapral Pearce i szeregowi Tommy Scullion, Peter Holt, David Parker, George „Titch” Preston, Frank „Butch” Dixon, Reginald Spray, Looker, Van Rijssel i Albert Wood oraz korespondenci wojenni Stanley Maxted i Alan Wood. Każdy weteran otrzymywał 3 funty dziennie od J. Arthur Rank Organisation. 

## Odbiór
Według gazet branżowych film był „znaczącą atrakcją kasową” w brytyjskich kinach. Według Kinematograph Weekly „największym zwycięzcą” w kasach biletowych w Wielkiej Brytanii w 1946 roku była The Wicked Lady, a „drugimi” filmami były: Dzwony Najświętszej Marii Panny, Piccadilly Incident, Droga do Utopii, Tomorrow is Forever, Spotkanie, Wonder Man, Podnieść kotwicę, Kitty, The Captive Heart, The Corn is Green, The Spanish Main, Zostaw ją niebiosom, Gilda, Caravan, Mildred Pierce, The Blue Dahlia, The Years Between, O.S.S., Urzeczona, Odwaga Lassie, My Reputation, London Town, Cezar i Kleopatra, Meet the Navy, Men of Two Worlds, Theirs Is the Glory, The Overlanders i Bedelia.

## Porównanie filmów
Theirs Is the Glory i O jeden most za daleko porównano w magazynie Against All Odds z października 2010 roku. O jeden most za daleko to „powolny epos, warty obejrzenia z kilkoma autentycznymi scenami, ale mało przekonujący w przedstawieniu bitwy pod Oosterbeek”. Theirs Is the Glory to „jedyny obecnie film fabularny, który dokładnie przedstawia wydarzenia w Oosterbeek pod względem atmosfery i chronologii, pomimo szarpanego przedstawienia wydarzeń. To film, który warto obejrzeć”.